# Iberorhyzobius rondensis
Iberorhyzobius rondensis é uma espécie de insetos coleópteros polífagos pertencente à família Coccinellidae.
A autoridade científica da espécie é Eizaguirre, tendo sido descrita no ano de 2004.
Trata-se de uma espécie presente no território português.